# SŽD-Baureihe Оэл7
Die Lokomotive der SŽD-Baureihe Oэл7 (deutsche Transkription OEL7) der Sowjetischen Eisenbahnen (SŽD) war eine breitspurige Versuchs-Diesellokomotive für den Rangier- und leichten Streckendienst. Die Maschine wurde 1933 gebaut. Ihre Bezeichnung leitete sich danach her, dass die Lokomotive die gleiche Leistung wie die Dampflokomotive der Reihe O hatte, elektrische Kraftübertragung besaß und die Nr. 7 innehatte. Die Maschine war die erste Rangier-Diesellokomotive mit elektrischer Kraftübertragung. Eine Serienproduktion der Lokomotive kam nicht zustande.

## Beschreibung
Nachdem im Jahr 1927 in der Lokomotivfabrik Kolomna ein neues Entwicklungsbüro für Diesellokomotiven gegründet worden war, begann das Werk mit den Vorbereitungen zu einer Auslieferung einer neuen Type von Lokomotiven. In diesem Jahr erteilte das NKPS der UdSSR einen Auftrag für die Herstellung von zwei Versuchslokomotiven mit einer Leistung von 600 PS und mit elektrischer Kraftübertragung, welche für die Arbeit im Rangierdienst vorgesehen waren. Es bestand Einigkeit unter vielen Spezialisten, dass die Diesellokomotive im Rangierdienst effektiver arbeiten konnte als die Dampflokomotive. Uneinig war man sich über die Achsfolge und den Typ des Antriebes; entweder wurde der Einzelantrieb (jede angetriebene Achse besaß ihren Fahrmotor) genommen, oder es wurde der Gruppen-Antrieb (ein Elektrofahrmotor treibt über ein Stangensystem einige Achsen an) favorisiert.
Einig waren sich die Besteller im Diesellokbüro des NKPS (N. A. Dobrowolski, A. L. Ger und W. N. Tichomirow) im Skizzenprojekt, dass die Diesellokomotive vier einzeln angetriebene Achsen und ein Reibungsgewicht von 72 t haben sollte. Die Arbeiten über Details der Projektierung der Diesellok mit der Werksbezeichnung T1 wurde im Projektierungsbüro der Lokomotivfabrik Kolomna von den Ingenieuren W. I. Bespjatkinuim und A. S. Blisnjanski unter Mithilfe von Ingenieur N. G. Luginin und unter Leitung von Ingenieur W. S. Posdnjakow vollzogen. Bei der Detailprojektierung ergründeten sie, dass bei der Ausführung mit vier Achsen die geforderte Achslast nicht erhalten werden konnte. Darum wurde dem Projekt noch eine vordere Laufachse hinzugefügt, so dass sich letztendlich die Achsfolge 1’Do ergab.

## Bau
Mit dem Ziel der Beschleunigung des Baues der Diesellokomotive wurden besonders einige Ausrüstungsteile bei folgenden Fremdfirmen zugekauft; bei MAN wurde der Dieselmotor gekauft, bei Brown, Boveri & Cie. die Kraftelektroausrüstung (Traktionsgenerator, Traktionsfahrmotoren, Erreger) und die Antriebstechnik, bei Hohenzollern die federnde Kupplung zwischen dem Motor und dem Generator sowie bei GEA die Kühler.
Der mechanische Teil und der Kasten der Lokomotive wurden in der Lokomotivfabrik Kolomna gefertigt, hier wurde auch die Endmontage vollzogen. Die fertige Diesellok wurde zum Ende des Jahres 1930 ausgeliefert, ihr wurde die Bezeichnung Oэл7 (OEL7) zuerkannt. Die Nummer (7) ergab sich aus dem Schema; Nr. 1–5 wurden von Strecken-Dieselloks besetzt, die Nummer 6 war für die Rangier-Diesellok mit Gruppen-Antrieb vorgesehen.

## Konstruktion
Die Lokomotive mit der Bezeichnung Oэл7 (OEL7) stellte eine klassische sowjetische Diesellok zu der Zeit dar. Ihr Antriebsmotor von MAN entwickelte eine Leistung bei Nennlast von 600 PS, bei maximaler Drehzahl konnte er bis 765 PS entwickeln. Durch eine federnde Kupplung war er mit dem Traktionsgenerator verbunden, dieser war als Gleichstrommaschine ausgebildet und lieferte eine Leistung von 380 kW (1410 A, 270 V). Die Traktionselektrofahrmotoren waren vom Modell GDTM-524 (wie bei der Reihe Ээл5), wobei die Leistung bei ihnen 140 kW betrug. Dadurch war die Lokomotive bedeutend übermotorisiert. Die Übertragung wurde nach dem System Ward-Leonard realisiert. Auch war auf der Lokomotive eine Widerstandsbremse vorgesehen. Das Reibungsgewicht betrug 85,6 t (das Gesamtgewicht 100 t) anstatt der projektierten 72 t, dadurch war die Achslast größer als 21 t, was praktisch den Einsatz der Lokomotive auf staatlichen Eisenbahnen unmöglich machte.

## Geschichte der Lokomotive
Die Lokomotive vollführte einige Versuchsfahrten, nach denen wurde sie an die Eisenbahn in Aşgabat gegeben. Die größte Zugkraft betrug bei ihr 172 kN, und im Stunden-Regime der Fahrmotoren betrug sie noch 119 kN, die effektive Nennleistung betrug 450 PS. Der Gesamtwirkungsgrad der Lokomotive betrug 25 % (der des Dieselmotors 33,3 %). In Folge des hohen Gewichtes wurde der Oberbau der Gleisanlagen beschädigt und einige Elemente der Lok zerstört. Die elektrische Bremse arbeitete ungenügend. Aus diesem Grund wurde die Erprobung der Lokomotive nicht zu Ende geführt. 1943 wurde sie abgestellt und als fahrbare Elektrostation verwendet.